# Churwell
Churwell är en ort i civil parish Morley, i distriktet Leeds, i grevskapet West Yorkshire, i England. Churwell var en civil parish från 1866 till 1937 då den blev en del av Morley. Denna civil parish hade 2 190 invånare år 1931.